# Verzorgingsplaats Mijnsheerenland
Verzorgingsplaats Mijnsheerenland is een Nederlandse verzorgingsplaats, gelegen aan de zuidoostzijde van de A29 in de richting Dinteloord-Rotterdam tussen aansluitingen 22 en 21 in de gemeente Hoeksche Waard.
Richting Dinteloord: Moerkerken · Buttervliet
Richting Rotterdam: Oude Kreek · Mijnsheerenland